# Descendance de Rollon
 (octobre 2014).
Si vous disposez d'ouvrages ou d'articles de référence ou si vous connaissez des sites web de qualité traitant du thème abordé ici, merci de compléter l'article en donnant les références utiles à sa vérifiabilité et en les liant à la section « Notes et références ».
Cet article présente la descendance de Rollon de Normandie.

## Généalogie
```
 
Rollon de Normandie
 (Scandinavie, ~ 846 - Rouen, 932), 
jarl de Normandie

x 
Poppa de Bayeux
 (?-?)
│
├─> 
Guillaume I
er
 de Normandie
 (?-942), 
jarl de Normandie de 
927
 à 
942

│   x 935/940 
Liutgarde de Vermandois
 (925-977)
│   │
│   x 
Sprota
 (911-?)
│   │
│   └─> 
Richard I
er
 de Normandie
 (930-996), 
duc de Normandie
 de 
943
 à 
996

│       x 960 Emma de France (?-968)
│       │
│       x 
Gunnor
 (950-1031)
│       │
│       ├─> 
Richard II de Normandie
 (?-1026), 
duc de Normandie
 de 
996
 à 
1026

│       │   x 1000 
Judith de Bretagne
 (982-1017)
│       │   │
│       │   ├─> 
Richard III de Normandie
 (1002-1027), 
duc de Normandie
 de 
1026
 à 
1027

│       │   │   x 1027 
Adélaïde de France
 (1009-1079)
│       │   │
│       │   ├─> 
Adélaïde de Normandie
 (1003-1038), 
comtesse palatine de Bourgogne
 de 
1016
 à 
1026

│       │   │   x 1016 
Renaud I
er
 de Bourgogne
 (986-1057)
│       │   │   │
│       │   │   ├─> 
Guillaume I
er
 de Bourgogne
 (1020-1087), 
comte palatin de Bourgogne
 de 
1057
 à 
1087

│       │   │   │   x 
Étiennette
 (1035/1045-1088)
│       │   │   │   │
│       │   │   │   ├─> Eudes de Bourgogne (?-?)
│       │   │   │   │
│       │   │   │   ├─> Guillaume de Bourgogne (?-?)
│       │   │   │   │
│       │   │   │   ├─> Ermentrude de Bourgogne (?-?), 
comtesse de Montbéliard, de Bar, de Mousson et de Ferrette
 de 
1073
 à 
1105

│       │   │   │   │   x 1065 
Thierry I
er
 de Montbéliard
 (1045-1105)
│       │   │   │   │   │
│       │   │   │   │   ├─> 
Thierry II de Montbéliard
 (1080-1163), 
comte de Montbéliard, de Bar, de Mousson et de Ferrette
 de 
1105
 à 
1163

│       │   │   │   │   │
│       │   │   │   │   ├─> Louis de Montbéliard (?-1103)
│       │   │   │   │   │
│       │   │   │   │   ├─> 
Frédéric I
er
 de Montbéliard
 (?-1160), 
comte de Ferrette et d'Altkirch
 de 
1105
 à 
1160
 
│       │   │   │   │   │
│       │   │   │   │   ├─> 
Renaud I
er
 de Montbéliard
 (1080-1149), 
comte de Bar
 de 
1105
 à 
1149

│       │   │   │   │
│       │   │   │   ├─> 
Gui de Bourgogne (
Calixte II
)
 (1050-1124), 
pape de l'Église catholique
 de 
1119
 à 
1124

│       │   │   │   │
│       │   │   │   ├─> 
Raymond de Bourgogne
 (1059-1107), 
comte de Galice
 de 
1093
 à 
1107

│       │   │   │   │
│       │   │   │   ├─> 
Renaud II de Bourgogne
 (1061-1097), 
comte palatin de Bourgogne
 de 
1087
 à 
1097

│       │   │   │   │
│       │   │   │   ├─> 
Étienne I
er
 de Bourgogne
 (1065-1102), 
comte palatin de Bourgogne
 de 
1097
 à 
1102

│       │   │   │   │
│       │   │   │   ├─> Sybille/Mahaut de Bourgogne (?-?), 
duchesse de Bourgogne
 de 
1080
 à 
1102

│       │   │   │   │
│       │   │   │   ├─> Hugues de Bourgogne (?-1103)
│       │   │   │   │
│       │   │   │   ├─> Gisèle de Bourgogne (?-?), 
comtesse de Savoie
 de 
1094
 à 
1103

│       │   │   │   │
│       │   │   │   ├─> Clémence de Bourgogne (1078-1129), 
comtesse de Flandre
 de 
1092
 à 
1111
 puis 
duchesse de Brabant
 de 
1120
 à 
1129

│       │   │   │   │
│       │   │   │   ├─> Étiennette de Bourgogne (?-?)
│       │   │   │   │
│       │   │   │   └─> Berthe de Bourgogne (?-?), 
reine de Castille et Léon
 de 
1093
 à 
1098

│       │   │   │
│       │   │   ├─> 
Gui de Brionne
 (ou Gui de Bourgogne) (1025-1069), 
comte de Brionne et Vernon

│       │   │   │
│       │   │   ├─> Hugues de Bourgogne (1037-1086), 
vicomte de Lons-le-Saunier

│       │   │   │
│       │   │   └─> Fouques de Bourgogne (?-?)
│       │   │
│       │   ├─> 
Robert I
er
 de Normandie
 (1005-1035), 
duc de Normandie
 de 
1027
 à 
1035

│       │   │   x 
Arlette de Falaise
 (1010-1050)
│       │   │   │
│       │   │   ├─> 
Adélaïde de Normandie
 (1026-1090), 
comtesse d'Aumale
 de 
1053
 à 
1090

│       │   │   │
│       │   │   └─> 
Guillaume I
er
 d'Angleterre
 (1027-1087), 
roi d'Angleterre
 de 
1066
 à 
1087

│       │   │
│       │   ├─> Guillaume de Normandie (1007-1025)
│       │   │
│       │   ├─> 
Éléonore de Normandie
 (1011-1071), 
comtesse de Flandre
 de 
1031
 à 
1071

│       │   │   x 1031 
Baudouin IV de Flandre
 (980-1035)
│       │   │   │
│       │   │   └─> Judith de Flandre (1037-1094), 
duchesse de Bavière
 de 
1071
 à 
1077

│       │   │
│       │   └─> Mathilde de Normandie (1013-1033), 
comtesse de Blois
 de 
1004
 à 
1033

│       │       x 1003/1004 
Eudes II de Blois
 (983-1037)
│       │
│       ├─> 
Robert de Normandie
 (?-1037), 
archevêque de Rouen
 de 
989
 à 
1037
 et 
comte d'Évreux
 de 
996
 à 
1037

│       │   x Herlève
│       │   │
│       │   ├─> 
Richard de Normandie
 (?-1067), 
comte d'Évreux
 de 
1037
 à 
1067

│       │   │   x 1040 Godehilde (?-?)
│       │   │   │
│       │   │   ├─> 
Guillaume de Normandie
 (?-1118), 
comte d'Évreux
 de 
1067
 à 
1118

│       │   │   │
│       │   │   └─> 
Agnès de Normandie
 (?-1087)
│       │   │
│       │   ├─> 
Raoul de Normandie
 (?-1051), 
seigneur de Gacé

│       │   │   x Basilie Flaitel
│       │   │   │
│       │   │   └─> Robert de Normandie (?-1064), 
seigneur de Gacé

│       │   │
│       │   └─> Guillaume de Normandie
│       │
│       ├─> Mauger de Normandie (?-?), 
comte de Mortain

│       │
│       ├─> 
Emma de Normandie
 (987-1052), 
reine d'Angleterre
 de 
1002
 à 
1016

│       │   x 1002 
Æthelred II d'Angleterre
 (996-1016)
│       │   │
│       │   ├─> 
Édouard d'Angleterre
 (1004-1066), 
roi d'Angleterre
 de 
1042
 à 
1066

│       │   │   x 1045 
Édith de Wessex

│       │   │
│       │   ├─> 
Alfred d'Angleterre
 (?-1036)
│       │   │
│       │   └─> 
Godjifu d'Angleterre
 (?-1047), 
comtesse de Vexin et d'Amiens

│       │       x 1013 
Dreux de Vexin
 (990/1000-1035)
│       │       │
│       │       ├─> 
Gautier III de Vexin
 (?-1063), 
comte de Vexin et d'Amiens

│       │       │
│       │       ├─> Foulques de Vexin (?-?)
│       │       │
│       │       └─> 
Ralph de Vexin
 (?-1057), 
comte d'Hereford
 de 
1053
 à 
1057

│       │
│       ├─> 
Havoise de Normandie
 (977-1034), 
duchesse de Bretagne
 et 
comtesse de Rennes
 de 
996
 à 
1008

│       │   x 996 
Geoffroi 
I
er
 de Bretagne
 (?-1008)
│       │   │
│       │   ├─> 
Alain III de Bretagne
 (997-1040), 
duc de Bretagne
 et 
comte de Rennes
 de 
1008
 à 
1040

│       │   │   x 1018 
Berthe de Blois
 (?-1080)
│       │   │   │
│       │   │   ├─> 
Havoise de Bretagne
 (1027-1072), 
duchesse de Bretagne
 de 
1066
 à 
1072

│       │   │   │
│       │   │   └─> 
Conan II de Bretagne
 (1030-1066), 
duc de Bretagne
 et 
comte de Rennes
 de 
1040
 à 
1066

│       │   │
│       │   ├─> 
Éon I
er
 de Penthièvre
 (999-1079), 
comte de Penthièvre
 de 
1035
 à 
1079

│       │   │   x Agnès de Cornouailles (?-?)
│       │   │   │
│       │   │   ├─> Adèle de Penthièvre (1035-1056/1057)
│       │   │   │
│       │   │   ├─> 
Geoffroy I
er
 de Penthièvre
 (?-1093), 
comte de Bretagne et de Penthièvre
 de 
1079
 à 
1093

│       │   │   │
│       │   │   ├─> Brian de Penthièvre (?-1084)
│       │   │   │
│       │   │   ├─> 
Alain de Penthièvre
 (?-1093)
│       │   │   │
│       │   │   ├─> Guillaume de Penthièvre (?-1055/1057)
│       │   │   │
│       │   │   ├─> Robert de Penthièvre (?-1055/1057)
│       │   │   │
│       │   │   ├─> Richard de Penthièvre (?-1056/1057)
│       │   │   │
│       │   │   ├─> Alain de Penthièvre (?-1098)
│       │   │   │
│       │   │   └─> 
Étienne I
er
 de Penthièvre
 (1060-1135/1136), 
comte de Penthièvre
 de 
1093
 à 
1136

│       │   │
│       │   └─> Adèle de Bretagne (?-1067)
│       │
│       └─> Mathilde de Normandie (?-1006), 
comtesse de Blois, de Châteaudun, de Chartres, de Reims, de Tours, de Beauvais, de Provins et de Sancerre
 de 
1004
 à 
1006

│                
└─> 
Gerloc - "
Adèle de Normandie
"
 (?-962), 
comtesse de Poitiers
 et 
duchesse d'Aquitaine
 de 
935
 à 
962

    x 935 
Guillaume III d'Aquitaine
 (910-963)
    │
    ├─> 
Guillaume IV d'Aquitaine
 (935-995), 
comte de Poitiers
 et 
duc d'Aquitaine
 de 
963
 à 
993

    │   x 968 Emma de Blois (950-1003)
    │   │
    │   └─> 
Guillaume V d'Aquitaine
 (969-1030), 
comte de Poitiers
 et 
duc d'Aquitaine
 de 
993
 à 
1030

    │       x 997 Adalmode de Limoges (?-?)
    │       │
    │       ├─> 
Guillaume VI d'Aquitaine
 (1004-1038), 
comte de Poitiers
 et 
duc d'Aquitaine
 de 
1030
 à 
1038

    │       │   x 1030 Eustachie (?-?)
    │       │
    │       x 1011 
Brisque de Gascogne
 (?-1016)
    │       │
    │       ├─> 
Eudes d'Aquitaine
 (1010-1039), 
comte de Poitiers
 et 
duc d'Aquitaine
 de 
1038
 à 
1039

    │       │
    │       x 1019 
Agnès de Bourgogne
 (990/995-1068)
    │       │
    │       ├─> 
Guillaume VII d'Aquitaine
 (1023-1058), 
comte de Poitiers
 et 
duc d'Aquitaine
 de 
1039
 à 
1058

    │       │   x Ermesinde (?-?)
    │       │   │
    │       │   └─> 
Clémence d'Aquitaine
 (1060-1142), 
comtesse de Luxembourg
 de 
1075
 à 
1086

    │       │
    │       ├─> 
Guillaume VIII d'Aquitaine
 (1023-1086), 
comte de Poitiers
 et 
duc d'Aquitaine
 de 
1058
 à 
1086

    │       │   x 1044 
Garsende de Périgord
 (?-?)
    │       │   │
    │       │   x 1058/1059 Mathilde (?-?)
    │       │   │
    │       │   ├─> Agnès d'Aquitaine (1052-1078), 
reine de León et Castille
 de 
1072
 à 
1077

    │       │   │
    │       │   x 1069 Audéarde de Bourgogne (1050-1120)
    │       │   │
    │       │   ├─> 
Guillaume IX d'Aquitaine
 (1071-1126), 
comte de Poitiers
 et 
duc d'Aquitaine
 de 
1086
 à 
1126

    │       │   │
    │       │   └─> Agnès d'Aquitaine (1072-1097), 
reine d'Aragon et Navarre
 de 
1094
 à 
1097

    │       │
    │       └─> 
Agnès d'Aquitaine
 (1020/1030-1077), 
impératrice du Saint-Empire
 de 
1043
 à 
1062

    │           x 
Henri III du Saint-Empire
 (1017-1056)
    │           │
    │           ├─> 
Mathilde du Saint-Empire
 (1045-1060)
    │           │
    │           ├─> 
Henri IV du Saint-Empire
 (1050-1106), 
empereur du Saint-Empire
 de 
1056
 à 
1105

    │           │
    │           ├─> Conrad du Saint-Empire (?-?)
    │           │
    │           └─> 
Judith du Saint-Empire
 (1054-1105), 
reine de Hongrie
 de 
1063
 à 
1074

    │                
    └─> 
Adélaïde d'Aquitaine
 (945/952-1004), 
reine de France
 de 
987
 à 
996

        x 968 
Hugues Capet
 (940-996)
        │
        ├─> Gisèle de France (969-1000), 
dame d'Abbeville de 
987
 à 
1000

        │   x 994 
Hugues I
er
 de Ponthieu
 (?-1000)
        │   │
        │   └─> 
Enguerrand I
er
 de Ponthieu
 (?-1045), 
comte de Ponthieu
 de 
1000
 à 
1045

        │       x 
Inconnue

        │       │
        │       ├─> 
Hugues II de Ponthieu
 (?-1052), 
comte de Ponthieu
 de 
1045
 à 
1052

        │       │
        │       ├─> Foulques de Ponthieu (?-1059)
        │       │
        │       x 1033 Adélaïde de Frise
        │       │
        │       └─> 
Guy de Ponthieu
 (?-1075)
        │
        ├─> 
Robert II de France
 (972-1031), 
roi de France
 de 
996
 à 
1031

        │   x 988 
Rozala d'Italie
 (955-1003)
        │   │
        │   x 996 
Berthe de Bourgogne
 (964-1010)
        │   │
        │   x 1003 
Constance d'Arles
 (986-1032)
        │   │
        │   ├─> Gisèle de France (?-?)
        │   │
        │   ├─> 
Alix de France
 (1003-1063), 
comtesse d'Auxerre et de Nevers
 de 
1028
 à 
1040

        │   │   x 1028 
Renaud I
er
 de Nevers

        │   │   │
        │   │   ├─> 
Guillaume I
er
 de Nevers
 (1029-1100), 
comte d'Auxerre et de Nevers
 de 
1040
 à 
1100

        │   │   │
        │   │   ├─> 
Robert de Nevers
 (1035-1098), 
seigneur de Craon

        │   │   │
        │   │   └─> 
Guy de Nevers
 (?-?), 
seigneur de Nouatre

        │   │
        │   ├─> 
Hugues de France
 (1007-1025)
        │   │
        │   ├─> 
Henri I
er
 de France
 (1008-1060), 
roi de France
 de 
1031
 à 
1060

        │   │   x 1043 
Mathilde de Frise
 (1024-1044)
        │   │   │
        │   │   x 1051 
Anne de Kiev
 (?-1075)
        │   │   │
        │   │   ├─> 
Philippe I
er
 de France
 (1052-1108), 
roi de France
 de 
1060
 à 
1108

        │   │   │
        │   │   ├─> Robert de France (1054-1063)
        │   │   │
        │   │   ├─> Emma de France (1055-1109)
        │   │   │
        │   │   └─> 
Hugues 
I
er
 de Vermandois
 (1057-1102), 
comte de Vermandois
 de 
1080
 à 
1102

        │   │
        │   ├─> 
Adélaïde de France
 (1009-1079), 
duchesse de Normandie
 en 
1027
 et 
comtesse de Flandre
 de 
1035
 à 
1067

        │   │   x 1027 
Richard III de Normandie
 (997-1027)
        │   │   │
        │   │   x 1028 
Baudouin V de Flandre
 (1012-1067)
        │   │   │
        │   │   ├─> 
Baudouin VI de Flandre
 (1030-1070), 
comte de Flandre
 de 
1067
 à 
1070

        │   │   │
        │   │   ├─> 
Mathilde de Flandre
 (1031-1083), 
reine d'Angleterre
 de 
1066
 à 
1083

        │   │   │
        │   │   └─> 
Robert I
er
 de Flandre
 (1035-1093), 
comte de Flandre
 de 
1071
 à 
1093

        │   │
        │   ├─> 
Robert I
er
 de Bourgogne
 (1011-1076), 
duc de Bourgogne
 de 
1032
 à 
1076

        │   │   x Hélie de Semur (?-?)
        │   │   │
        │   │   ├─> Hugues de Bourgogne (1034-1058/1059)
        │   │   │
        │   │   ├─> 
Henri de Bourgogne
 (1035-1070/1074)
        │   │   │
        │   │   ├─> 
Constance de Bourgogne
 (1046-1092), 
reine de Castille et León
 de 
1081
 à 
1092

        │   │   │
        │   │   x 
Ermengarde d'Anjou
 (?-1076)
        │   │   │
        │   │   ├─> Robert de Bourgogne (1040-1113)
        │   │   │
        │   │   ├─> Simon de Bourgogne (1044-1088)
        │   │   │
        │   │   └─> Audéarde de Bourgogne (1050-1120), 
comtesse de Poitiers
 et 
duchesse d'Aquitaine
 de 
1069
 à 
1086

        │   │
        │   └─> Eudes de France (1013-1057/1059)
        │
        ├─> 
Hedwige de France
 (974-1013), 
comtesse de Hainaut et de Mons
 de 
996
 à 
1013

        │   x 996 
Régnier IV de Hainaut
 (947-1013)
        │   │
        │   ├─> 
Régnier V de Hainaut
 (995-1039), 
comte de Hainaut et de Mons
 de 
1013
 à 
1039

        │   │   x 1015 Mathilde de Verdun (?-?)
        │   │   │
        │   │   └─> 
Herman de Hainaut
 (?-1051), 
comte de Hainaut
 de 
1039
 à 
1051

        │   │
        │   ├─> Lambert de Hainaut (?-?)
        │   │
        │   └─> Béatrice de Hainaut (?-?), 
comtesse de Roucy
 de 
1000
 à 
1033

        │       x 
Ebles I
er
 de Roucy
 (?-1033)
        │       │
        │       ├─> Alix de Roucy (?-1063), 
comtesse de Roucy
 de 
1033
 à 
1063

        │       │   x 
Hilduin IV de Montdidier

        │       │   │
        │       │   ├─> Alix de Montdidier (?-?)
        │       │   │
        │       │   ├─> André de Montdidier (?-?)
        │       │   │
        │       │   ├─> Marguerite de Montdidier (?-?)
        │       │   │
        │       │   ├─> Ada de Montdidier (?-?)
        │       │   │
        │       │   ├─> Irmentrude de Montdidier (?-?)
        │       │   │
        │       │   ├─> Ebles de Montdidier (?-?)
        │       │   │
        │       │   ├─> 
Félicie de Montdidier
 (?-?)
        │       │   │
        │       │   ├─> Béatrix de Montdidier (?-?)
        │       │   │
        │       │   └─> Adélaïde de Montdidier (?-?)
        │       │
        │       └─> Hedwige de Roucy (?-?)
        │
        └─> Adélaïde de France (973-1068)
```